# اولیلا
اولیلا (به لاتین: Ulila) یک منطقهٔ مسکونی در استونی است که در دهستان پوهیا واقع شده‌است. اولیلا ۳۱۹ نفر جمعیت دارد.